# Форт Вошингтон (Мериленд)
Форт Вошингтон (енгл. Fort Washington) насељено је место без административног статуса у америчкој савезној држави Мериленд.

## Демографија
По попису из 2010. године број становника је 23.717, што је 128 (-0,5%) становника мање него 2000. године.
| Група             | 2000.          | 2010.          |
| Белци             | 4.254 (17,8%)  | 2.690 (11,3%)  |
| Афроамериканци    | 16.016 (67,2%) | 16.742 (70,6%) |
| Азијати           | 2.468 (10,4%)  | 2.173 (9,2%)   |
| Хиспаноамериканци | 548 (2,3%)     | 1.565 (6,6%)   |
| Укупно            | 23.845         | 23.717         |